# دايفيد هيوسون
دايفيد هيوسون هو لاعب كرة قدم كندية كندي، ولد في 9 يناير 1982 في وينيبيغ في كندا.